# Río Iaco
El río Iaco es un río amazónico, uno de los principales afluentes del río Purus, que nace en el Perú y tras un corto recorrido discurre por el estado brasileño de Acre. Tiene una longitud total de 480 km.
Nace en el Perú, en el departamento de Madre de Dios, cerca de las fuentes del río Chandless y discurre en dirección noreste. Cruza la frontera y se interna en Brasil, atravesando el territorio indígena de Mamoadate, muy próximo a las fuentes del río Acre. 
Su curso atraviesa los municipios brasileños de Assis Brasil y Sena Madureira.
El río recorre las localidades brasileñas de Amapa, Curitiba, Sao Pedro do Iço, Sao Jose y Sena Madureira.
Sus principales afluentes, ambos por la derecha, son el río Macauá y el río Caeté, este último desaguando casi en la propia desembocadura del río Iaco en el río Purus, por su margen derecha, en Boca do Iaco. 